# Aerie
Aerie è il quinto album di John Denver, pubblicato dall'etichetta RCA nel dicembre del 1971. Venne dichiarato disco d'oro dalla RIAA.

## Tracce
Lato A
1. Starwood in Aspen – 3:04 (John Denver)
2. Everyday – 3:15 (Charles Hardin, Norman Petty)
3. Casey's Last Ride – 4:55 (Kris Kristofferson)
4. City of New Orleans – 3:16 (Steve Goodman, John Denver)
5. Friends with You – 3:22 (Bill Danoff, Taffy Nivert)
6. 60 Second Song for a Bank, with the Phrase "May We Help You Today?" – 0:63 (John Denver)

Durata totale: 18:55
Lato B
1. Blow Up Your TV (Spanish Pipe Dream) – 2:21 (John Prine)
2. All of My Memories – 4:55 (John Denver)
3. She Won't Let Me Fly Away – 4:30 (Bill Danoff)
4. Readjustment Blues – 4:50 (Bill Danoff)
5. The Eagle and the Hawk – 2:10 (John Denver)
6. Tools – 1:37 (John Denver)

Durata totale: 20:23

## Formazione
- John Denver - voce, cori, chitarra a 6 corde, chitarra a 12 corde
- Al Rogers - percussioni
- Eric Weissberg - banjo, violino, chitarra, pedal steel guitar
- Mike Taylor - chitarra, dobro
- Paul Griffin - pianoforte, organo Hammond
- Dick Kniss - basso
- Gary Chester - percussioni
- Paul Prestopino - banjo
- Toots Thielemans - armonica
- Bill Danoff, Taffy Nivert - cori